# زاسباخ ام کایزرشتوهل
زاسباخ ام کایزرشتوهل (به آلمانی: Sasbach am Kaiserstuhl) یک شهر در آلمان است که در امندینگن واقع شده‌است. زاسباخ ام کایزرشتوهل ۵٬۴۶۴ نفر جمعیت دارد.